# Cho Se-hui
Pour les articles homonymes, voir Cho.
Cho Se-hui (en coréen : 조세희), né le 20 août 1942 à Gapyeong dans la province de Gyeonggi et mort le 25 décembre 2022 à Séoul, est un auteur sud-coréen.

## Biographie
Cho Se-hui est né le 20 août 1942 à Gapyeong dans la province de Gyeonggi. Il a fréquenté l'Institut des arts Seorabeol et l'université Kyonggi à Séoul. Cho était membre de la « génération hangeul » qui a été appelée ainsi car ses membres ont été les premiers à être éduqués entièrement en langue coréenne (la colonisation japonaise avait provoqué la censure de la langue coréenne au début du XXe siècle).

## Œuvre
L'écriture de Cho Se-hui est une écriture claire et explicite, mais elle peut aussi par moments sembler surréaliste. Son œuvre la plus célèbre est La Petite Balle lancée par un nain (Nanjang-iga ssoaollin jageun gong), qui est un soseol yeonjak, c’est-à-dire un ensemble de nouvelles publiées séparément qui peuvent être lues de manière autonome. Cette structure fracturée, avec des juxtapositions, et non balisée dépeint une société qui « impose une fracture entre les hommes et les rythmes naturels et entre la forme et la création. »
Il s'agit d'un puissant travail de critique sociale qui met l'accent sur le réaménagement forcé de Séoul dans les années 1970 et les coûts humains qui ont accompagné cette restructuration. L'auteur combine réalisme mordant et structure souvent fantastique. En quelque sorte, Cho Se-hui combine une approche kaléidoscopique de la narration, en utilisant de puissants symboles scientifiques, et un ton relativement plat. La lecture de La Petite Balle lancée par un nain nécessite une certaine attention du lecteur, mais les arcs narratifs imbriqués et les changements déroutants internes dans la narration soutiennent finalement le thème de ses livres et apportent une profondeur à la lecture. Les Coréens considèrent que ce travail est une des plus grandes œuvres critiques des années 1970.

## Publications (travaux traduits)
- The Dwarf, University of Hawaii Press (octobre 2006) ; traduit par Ju-chan et Bruce Fulton (en)  (ISBN 0-8248-3101-2)
- The Voice of the Governor-General and Other Stories of Modern Korea (Contributor), Eastbridge (juin 2002)  (ISBN 1-891936-06-9)
- City of Machines, Korea Journal vol. 30, n° 3, mars 1990, pp. 68–74
- On the Overhead Bridge, Korea Journal, vol. 20, n° 10, octobre 1980, pp. 30–35
- Der Zwerg (난장이가 쏘아올린 작은 공 )
- одой хуний хθθРґθсн БяцхАН БθмБθлθґ (난장이가 쏘아올린 작은 공)
- A Törpe (난장이가 쏘아올린 작은 공)
- La Petite Balle lancée par un nain (난장이가 쏘아올린 작은 공)

## Récompenses
- 1979 : prix Dong-in pour 난장이가 쏘아올린 작은 공 La Petite Balle lancée par un nain